# Yates Center
Yates Center is een plaats (city) in de Amerikaanse staat Kansas, en valt bestuurlijk gezien onder Woodson County.

## Demografie
Bij de volkstelling in 2000 werd het aantal inwoners vastgesteld op 1599.
In 2006 is het aantal inwoners door het United States Census Bureau geschat op 1467, een daling van 132 (-8.3%).

## Geografie
Volgens het United States Census Bureau beslaat de plaats een oppervlakte van
8,0 km², waarvan 7,5 km² land en 0,5 km² water. Yates Center ligt op ongeveer 328 m boven zeeniveau.

## Plaatsen in de nabije omgeving
De onderstaande figuur toont nabijgelegen plaatsen in een straal van 28 km rond Yates Center.